# Диалекты болгарского языка
Диале́кты болга́рского языка́ (болг. български диалекти, български говори, български наречия) — территориальные разновидности болгарского языка, распространённые на территории Болгарии и в ряде районов соседних с Болгарией стран: Северной Македонии, Сербии, Румынии, Молдавии, Греции, Турции и Украины. Выделяются два основных диалектных ареала: восточноболгарский и западноболгарский. Вместе с македонскими и торлакскими болгарские диалекты образуют болгарско-македонский единый непрерывный диалектный континуум.
Часть исследователей южнославянских языков ранее включала в состав болгарского языкового ареала также южнославянские диалекты Македонии. В болгарской языковедческой традиции македонские диалекты нередко продолжают рассматривать как часть болгарской диалектной области и в настоящее время, литературный язык македонцев при этом рассматривается как региональная письменная норма болгарского языка. Македонский и торлакский диалектные ареалы показаны, например, как часть болгарского языкового ареала на диалектологической карте, опубликованной Институтом болгарского языка в 2014 году.
Согласно классификации, опубликованной в издании «Болгарская диалектология» (под редакцией С. Стойкова), основные группы и подгруппы говоров болгарского языка включают:
- восточноболгарские говоры:
  - мизийские говоры;
  - балканские говоры;
  - рупские говоры;
- западноболгарские говоры:
  - северо-западные говоры;
  - юго-западные говоры;
  - крайнезападные говоры.

Преимущественно восточноболгарскую диалектную основу имеют разнородные переселенческие говоры в Румынии и странах бывшего СССР, в частности, бессарабские говоры, распространённые на территории Молдавии и Украины.
В основе современного болгарского литературного языка лежат балканские говоры восточноболгарского диалектного ареала, прежде всего центральнобалканские (габровско-ловечско-троянские) говоры, в несколько меньшей мере — котелско-еленско-дряновские и пирдопские (говоры Копривштицы и Клисуры). Особые литературные нормы созданы на базе рупских говоров. Одна из них, известная как банатско-болгарский язык, была сформирована в середине XIX века в Банате представителями общины банатских болгар-католиков. Другая — помакский язык — складывается в настоящее в Греции представителями помакской этнической группы.
Для болгарского диалектного ландшафта характерны некоторые различия между говорами равнинных и горных территорий. В отличие от равнинных в горных говорах отмечаются более резкие границы между ареалами отдельных говоров. Помимо этого, в горных районах сохраняется более дробное диалектное членение. В то же время говоры больших равнин характеризуются размытыми границами с широкими полосами переходных говоров и большими по охвату территории ареалами. Кроме того, сохранению резких границ и более глубоких диалектных различий способствовала также принадлежность носителей тех или иных говоров к разным религиозным группам (к болгарам-мусульманам и болгарам-католикам).
В болгарских диалектах отмечаются различия на всех уровнях языка — в фонетике, морфологии, синтаксисе и лексике. Изоглоссы наиболее важных различительных признаков пересекают территорию Болгарии с севера на юг, разделяя её на два ареала. Основной изоглоссой, по которой проводится это разделение, является ятова граница (различие в произношении гласных на месте праславянской *ě). Данная изоглосса начинается от реки Дунай западнее города Никопол и проходит на юг и юго-запад, оставляя к востоку города Тетевен, Пирдоп, Панагюриште, Пазарджик, Велинград, Разлог и Гоце-Делчев, и к западу — города Плевен, Ботевград и Ихтиман. В восточноболгарских говорах на месте *ě возможны разные гласные в зависимости от качества последующего согласного и от ударения: под ударением в балканских говорах отмечается произношение [б’áл] (литер. бял «белый») — [бе́ли] (литер. бели «белые»); в мизийских — [б’áл] — [бếли]; в родопских и западнорупских — [бếл] — [бếли]; в безударной позиции в разных восточных говорах встречаются словоформы типа [билéјъ] (литер. белея «белеть»); [било́свъм], [б’ạлóсвạм] (литер. белосвам «белить») и т. д. В западноболгарских говорах на месте *ě во всех случаях выступает гласная е: [бе́л], [бе́ли], [беле́ем], [бело́свам].
Помимо различий в рефлексах праславянской *ě, болгарские диалекты характеризуются различиями в следующих языковых чертах:
1. Произношение гласных на месте праславянской носовой ѫ. В юго-западных говорах на месте носовой развилась гласная а: [зап] (литер. зъб [зъп]) «зуб», в родопских — ô: [зôп], в крайнезападных — у: [зуб], в большинстве остальных болгарских говоров — ъ: [зъп].
2. Наличие или отсутствие и степень редукции безударных гласных. В западноболгарских говорах редукция отсутствует, в восточноболгарских говорах отмечаются ареалы с полной и неполной редукцией. В некоторых восточноболгарских говорах, в частности, встречаются особые редуцированные гласные [ẹ], [ọ] и [ạ].
3. Распространение гласных фонем /ê/ «открытое э», /ô/ «открытое о» и /ы/, отсутствующих в литературном языке. Первая встречается в родопских, мизийских и некоторых других говорах, остальные — в части родопских говоров.
4. Произношение согласных на месте праславянских сочетаний *tj, *dj. В большинстве говоров, как и в литературном языке, рефлексами данных сочетаний являются шт (на письме щ) — жд: сре́ща [срешта] «встреча», ме́жда «межа». В крайнезападных говорах им соответствуют согласные ч — дж: [сре́ча], [меджа́].
5. Количество и дистрибуция согласных. Наличие во многих западноболгарских говорах сильно палатализованных [л’’], [н’’], [к’’], [г’’] и слоговых [л̥], [р̥] (соответствующих [ъл], [лъ] и [ър], [ръ] в остальных болгарских говорах). В ряде говоров отмечается наличие палатализованных согласных на конце слова, перед согласным и перед е, и. В крайнезападных говорах на конце слова возможны звонкие согласные.
6. Распространение членных форм единственного числа мужского рода с конечным -т в ряде восточных и западных говоров: во́лът «вол», носъ́т «нос» — в габровских и странджийских говорах; во́лат, носốт — в родопских говорах. На остальной части болгарского диалектного ареала употребляется «краткая» форма: во́лъ, носъ́ — в большинстве балканских и в северо-западных говорах; во́лу, нусо́ — в мизийских говорах; во́ло, носо́ — в юго-западных говорах и т. д.
7. Распространение в родопских, трынских и других говорах помимо членных (определённых) форм обычного типа членных форм для близких и для далёких объектов: обычная форма в родопских говорах — мạжốт, жẹнáтạ; «близкая» форма в родопских говорах — мạжốс, жẹнáсạ, в трынских — му́жъв, жена́ва; «далёкая» форма в родопских говорах — мạжốн, жẹнáнạ, в трынских — му́жън, жена́на и т. д.
8. Наличие или отсутствие тех или иных форм косвенных падежей: во многих восточноболгарских говорах формы косвенных падежей сохраняются главным образом у личных существительных — имён собственных и терминов родства, а в крайнезападных говорах сохраняются и у неличных существительных.
9. Распространение разных форм личных местоимений: ас «я» — в балканских и мизийскии говорах; йа — в западноболгарских говорах; той «он», т’я «она», то «оно» — в восточноболгарских говорах; он, она́, оно́ — в западноболгарских говорах; т’áм «им», т’ах «их» — в восточноболгарских говорах; ним, них — в западноболгарских говорах.
10. Различия во флексиях глаголов настоящего времени.
11. Различия в формах частиц для образования будущего времени и т. д.